# Мас, Оскар
Оскар Антонио Мас (исп. Oscar Antonio Más; род. 29 октября 1946, Вилья-Бальестер, Аргентина) — аргентинский футболист, выступавший на позиции нападающего.

## Клубная карьера
Оскар Мас дебютировал в чемпионате Аргентины в возрасте 17 лет в 1964 году в клубе «Ривер Плейт». Вместе с «Ривер Плейтом» Оскар Мас дважды становился чемпионом Аргентины (оба титула 1975 года). В его составе Мас дважды был лучшим бомбардиром чемпионата и один раз — Кубка Либертадорес (розыгрыш 1970 года).

## Международная карьера
Оскар Мас попал в состав сборной Аргентины на Чемпионат мира 1966 года. Из 4-х матчей Аргентины на турнире Мас провёл на поле все четыре: 3 игры группового этапа против сборных Испании, ФРГ и Швейцарии, а также встречу 1/4 финала с Англией.

## Достижения

### Клубные
Ривер Плейт
- Чемпионат Аргентины (2): Метрополитано 1975 (чемпион), Насьональ 1975 (чемпион)